# Казалінський район
Казалі́нський район (каз. Қазалы ауданы, рос. Казалинский район) — адміністративна одиниця у складі Кизилординської області Казахстану. Адміністративний центр — селище Айтеке-бі.
Утворений 1928 року.

## Населення
Населення — 77107 осіб (2021; 72315 у 2009, 68777 у 1999, 70129 у 1989).
Національний склад (станом на 2016 рік):
- казахи — 75732 особи (99,45 %)
- росіяни — 264 особи
- узбеки — 79 осіб
- татари — 42 особи
- корейці — 15 осіб
- українці — 7 осіб
- німці — 6 осіб
- киргизи — 4 особи
- молдовани — 1 особа
- інші — 2 особи

## Склад
До складу району входять 1 міська та 1 селищна адміністрації, а також 19 сільських округів:
| Поселення                            | Площа, км² | Населення, осіб (1989) | Населення, осіб (1999) | Населення, осіб (2009) | Населення, осіб (2021) | Центр                | Населені пункти |
| ------------------------------------ | ---------- | ---------------------- | ---------------------- | ---------------------- | ---------------------- | -------------------- | --------------- |
| Казалінська міська адміністрація     | 41,39      | 7987                   | 7298                   | 7686                   | 7324                   | Казалінськ           | 1               |
| Айтеке-бійська селищна адміністрація | 192,10     | 32059                  | 33441                  | 38046                  | 44502                  | Айтеке-бі            | 1               |
| Акжонський сільський округ           | 154,68     | 1457                   | 1305                   | 1162                   | 1042                   | Майдаколь            | 1               |
| Алгинський сільський округ           | 426,26     | 2038                   | 1819                   | 1803                   | 1758                   | Туктібаєв            | 1               |
| Арандинський сільський округ         | 107,17     | 2205                   | 2260                   | 2128                   | 2020                   | Кожабахи             | 2               |
| Арикбалицький сільський округ        | 183,34     | 1836                   | 1701                   | 1831                   | 1531                   | імені Жанкожа-батира | 1               |
| Басикаринський сільський округ       | 108,36     | 1249                   | 1120                   | 1177                   | 1112                   | Басикара             | 1               |
| Бірліцький сільський округ           | 101,09     | 832                    | 772                    | 733                    | 748                    | Бірлік               | 1               |
| Бозкольський сільський округ         | 91,06      | 1184                   | 1082                   | 988                    | 911                    | Бозколь              | 1               |
| Карашенгельський сільський округ     | 142,54     | 1495                   | 1561                   | 1552                   | 1562                   | Жалантос-батир       | 6               |
| Кизилкумський сільський округ        | 348,78     | 2119                   | 1671                   | 1524                   | 1208                   | Каукей               | 2               |
| Кольарицький сільський округ         | 128,61     | 1465                   | 1562                   | 1208                   | 1468                   | імені Актан-батира   | 1               |
| Кумжиєцький сільський округ          | 381,55     | 2302                   | 1968                   | 1801                   | 1600                   | Пірімов              | 4               |
| Майдакольський сільський округ       | 260,69     | 2630                   | 2911                   | 2642                   | 2617                   | Бекаристан-бі        | 1               |
| Майлибаський сільський округ         | 299,21     | 1865                   | 1882                   | 1706                   | 1721                   | Аксуат               | 6               |
| Муратбаєвський сільський округ       | 192,19     | 1418                   | 1417                   | 1640                   | 1487                   | Муратбаєв            | 1               |
| Сарбулацький сільський округ         | 30,45      | 999                    | 499                    | 404                    | 476                    | Сарбулак             | 1               |
| Сарикольський сільський округ        | 149,40     | 1405                   | 1196                   | 1259                   | 1176                   | Абай                 | 2               |
| Тасарицький сільський округ          | 142,73     | 1197                   | 902                    | 933                    | 882                    | Тасарик              | 3               |
| Уркендеуський сільський округ        | 254,68     | 1537                   | 1580                   | 1405                   | 1282                   | Жанкент              | 1               |
| Шакенський сільський округ           | 2440,74    | 850                    | 830                    | 687                    | 680                    | Шакен                | 3               |

## Найбільші населені пункти
Населені пункти з чисельністю населення понад 1000 осіб:
| №  | Населений пункт      | Населення, осіб (1989) | Населення, осіб (1999) | Населення, осіб (2009) | Населення, осіб (2021) |
| -- | -------------------- | ---------------------- | ---------------------- | ---------------------- | ---------------------- |
| 1  | Айтеке-бі            | 32059                  | 33441                  | 38046                  | 44502                  |
| 2  | Казалінськ           | 7987                   | 7298                   | 7686                   | 7324                   |
| 3  | Бекаристан-бі        | 2630                   | 2911                   | 2642                   | 2617                   |
| 4  | Туктібаєв            | 2038                   | 1819                   | 1803                   | 1758                   |
| 5  | Кожабахи             | 1880                   | 1876                   | 1698                   | 1540                   |
| 6  | імені Жанкожа-батира | 1681                   | 1701                   | 1831                   | 1531                   |
| 7  | Муратбаєв            | 1418                   | 1329                   | 1640                   | 1487                   |
| 8  | імені Актан-батира   | 1125                   | 1562                   | 1208                   | 1468                   |
| 9  | Жанкент              | 1537                   | 1580                   | 1405                   | 1282                   |
| 10 | Пірімов              | 1487                   | 1293                   | 1213                   | 1258                   |
| 11 | Жалантос-батир       | 867                    | 1112                   | 1050                   | 1180                   |
| 12 | Каукей               | 1504                   | 1500                   | 1220                   | 1123                   |
| 13 | Басикара             | 1249                   | 1107                   | 1159                   | 1112                   |
| 14 | Абай                 | 1405                   | 1117                   | 1134                   | 1074                   |
| 15 | Майдаколь            | 1457                   | 1305                   | 1162                   | 1042                   |
| 16 | Аксуат               | 1211                   | 1252                   | 1044                   | 1000                   |